# Dammen (Tostareds socken, Västergötland)
Dammen är en sjö i Marks kommun i Västergötland och ingår i Rolfsåns huvudavrinningsområde.